# 페데리코 마케다
페데리코 마케다(이탈리아어: Federico Macheda, 1991년 8월 22일, 이탈리아 로마 ~ )는 이탈리아의 축구 선수로 현재 아포엘에서 뛰고 있다. 이탈리아의 로마에서 태어났으며, 로마를 연고로 하고 있는 라치오 유소년 팀 출신이다. 주 포지션은 스트라이커이며, 등번호는 41번이었으나 2009-2010 시즌부터 27번으로 바뀌었다. VfB 슈투트가르트로 임대되어 등번호 14번을 부여 받았다. 그 이후, 동커스터 로버스, 버밍엄 시티로 임대 이적을 하였고, 최근 맨유와 재계약을 하지 않고, 카디프 시티와 계약하였다.

## 선수 생활
2006년 마케다는 이탈리아 세리에 A의 SS 라치오 유소년 팀에 입단하였다. 한편, 맨체스터 유나이티드의 알렉스 퍼거슨 감독이 마케다의 재능을 눈여겨보고 있었고, 2007년 여름 맨유에 공식 입단하였다. 원래 리저브 팀에 소속되었던 마케다는 1군으로 올라와 08-09 시즌에서 2골을 기록하였다. 그 2골은 맨유가 위기상황에 나왔던 결승골이었다. 첫 골은 애스턴 빌라 FC와의 리그 경기에서 나왔으며 맨유는 3대2로 승리를 거두었고 두 번째 골은 선덜랜드 AFC와의 리그 경기에서 나왔고 맨유는 2대1 승리를 거두었다. 2009-2010 시즌 첫 골은 첼시 FC와의 라이벌전에서 나왔으며 맨유는 동점골을 만들지 못하고 1대2로 패하였다.또 토트넘 홋스퍼 FC과의 경기에서는 1대1 동점상황에서 하파에우 페헤이라 다 시우바와 교체투입 되자마자 나니의 역전골을 어시스트를 하였다.
하지만, 맨유에서 주전 경쟁에 밀려 출전을 못하자, 2011년 UC 삼프도리아에 임대를 떠났고, 프리미어리그 2011-12 시즌 2012년 1월에 퀸즈 파크 레인저스 FC로 임대를 떠났지만 6경기 밖에 출전하지 못했다. 워녹감독에서 마크휴즈 감독으로 감독이 바뀌고부터 출전을 못한데다 설상가상으로 발목부상을 입어서 임대계약을 끝내지 못하고 맨체스터 유나이티드 FC로 복귀했다. 2013년에는 VfB 슈투트가르트로 임대로 떠났다.
그 이후, 동커스터 로버스로 한 달 간 임대 이적하여 9월 16일에 돈캐스터로 한 달간 임대된 마케다는 10월 9일 햄스트링 부상으로 다시 맨유에 복귀하기 전까지 총 5경기에 출전해 세 골을 몰아치며 킬러 본능을 유감없이 발휘하여 디코프 감독의 눈도장을 받았고, 연말까지 재임대되었다.
그리고, 버밍엄 시티로 임대 이적하여 더비 카운티와의 경기에서 첫 골을 기록하였다.
버밍엄 시티에서 임대 생활을 마치고, 맨유로 복귀하였으나, 맨유와 재계약하지 않고, 당시 맨유 2군 감독이었던 솔샤르의 부름을 받고, 카디프 시티로 이적하였다.